# Optus
Singtel Optus Pty Limited (Optus) er en australsk telekommunikationsvirksomhed med hovedkvarter i Sydney. Det er et datterselskab til Singtel. De udbyder mobiltelefoni, fastnet, internet og kabel-tv. Optus havde i 2019 10,5 mio. mobiltelefoniabonnenter.
Optus begyndte med etableringen af det statsejede AUSSAT Pty Limited i 1981.